# Apple A13
Apple A13 Bionic je 64bitový systém na čipu (SoC) založený na architektuře ARM, navržený americkou společností Apple. Nachází se v iPhonu 11, 11 Pro / Pro Max, iPhonu SE 2. generace, iPadu 9. generace a monitoru Studio Display. SoC obsahuje dvě vysoce-výkonnostní jádra, která jsou o 20 % rychlejší s 30 % nižší spotřebou energie a čtyři energeticky-efektivní jádra, která jsou o 20 % rychlejší se 40 % nižší spotřebou energie než SoC Apple A12.

## Design
Apple A13, vyráběn společností TSMC je postaven na 2. generaci 7nm „N7P“ výrobního procesu a obsahuje 8,5 miliardy tranzistorů.

### CPU
Apple A13 Bionic je vybaven 64bitovým šestijádrovým procesorem architektury ARM „Fusion“, s implementací ARMv8.4-A, navrženým společností Apple. ISA čítá dvě vysoce-výkonnostní jádra „Lightning“ fungující na frekvenci do 2,65 GHz a čtyřmi energeticky-efektivní jádra „Thunder“ fungující na frekvenci do 1,73 GHz. Jádra Lightning obsahují AI akcelerátory, tzv. AMX bloky, díky kterým je A13 až šestkrát rychlejší při násobení matic než jádra „Vortex“ SoCu Apple A12. Bloky AMX jsou schopny provést až jeden bilion operací za sekundu.

### GPU
A13 obsahuje čtyřjádrový grafický procesor (GPU) navržený společností Apple, který je o 20 % rychlejším grafickým výkonem a o 30 % nižší spotřebou energie než A12. 

### Neural Engine
Zároveň osmijádrový Neural Engine vyhrazený pro neuronovou síť je o 20 % rychlejší a spotřebovává o 15 % méně energie než A12.

### Další funkce
A13 má podporu kódování video kodeků pro HEVC, H.264 a H.265 a má podporu dekódování pro HEVC, H.264, VP8 a VP9, MPEG-4 a Motion JPEG.

## Produkty
- iPhone 11[9]

- iPhone 11 Pro a 11 Pro Max[10]
- iPhone SE (2. generace)[11]
- iPad (9. generation)[12]
- Studio Display[13]